# إيفاندرو بورخيس سانشيز
إيفاندرو بورخيس سانشيز (مواليد 24 مايو 2004) هو لاعب كرة قدم لوكسمبورغي يلعب في مركز خط الوسط المهاجم في نادي بوروسيا مونشنغلادباخ.

## روابط خارجية
- إيفاندرو بورخيس سانشيز على موقع قاعدة بيانات كرة القدم.إي يو (الإنجليزية)
- إيفاندرو بورخيس سانشيز على موقع ناشيونال فوتبول تيمز (الإنجليزية)
- إيفاندرو بورخيس سانشيز على موقع Soccerway.com (الإنجليزية)
- إيفاندرو بورخيس سانشيز على موقع عالم كرة القدم.نت (الإنجليزية)